# 도톤보리 글리코 사인

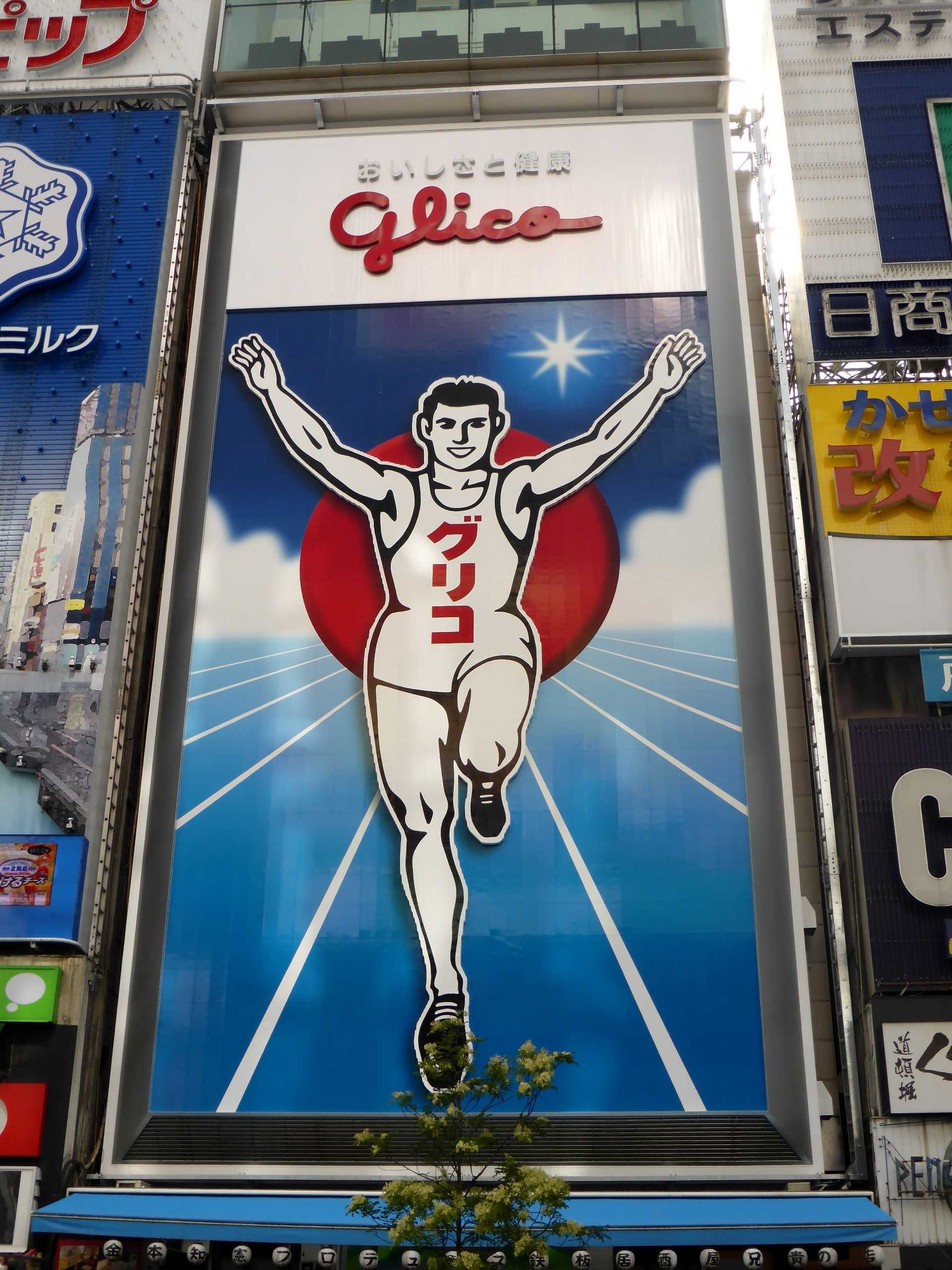
6대째 도톤보리 글리코 사인

도톤보리 글리코 사인(일본어: 道頓堀グリコサイン 도톤보리구리코사인[*])은 일본 오사카부 오사카시 주오구 에비스바시 남서부에 있는 에자키 글리코의 옥외 광고 간판이다. 2003년 4월 11일 오사카시 지정 경관 형성물로 지정되었다.

## 역사
초대 광고판은 1935년에 설치되었으며 당시 높이는 33m였다. 1943년 초대 광고판이 철거되고 1955년 높이 22m의 2세대 광고판이 설치되었다. 2대째부터 '한 알에 300미터'(一粒300メートル)라는 광고 문구가 새겨졌다. 1963년에는 높이 18m에 폭 8m의 3세대 광고판으로 바뀌었다. 그리고 1972년에 3세대 광고판이 철거되고 높이 17m에 폭 10.85m의 4세대 광고판이 설치되었다. 4대째부터 달리는 사람의 이미지가 들어갔으며 이는 현재 디자인의 원형이 되었다. 야간에는 일몰부터 23시까지 조명이 점등되었다. 그러다 광고판이 설치된 건물이 재건축에 들어가면서 1996년에 철거되었다. 그후 건물의 재건축이 완료된 1998년 7월 6일에 높이 20m에 폭 10.85m의 5세대 광고판이 설치되었다. 이때부터 '한 알에 300미터' 광고 문구 대신 현재까지 사용되는 '맛과 건강'(おいしさと健康)이라는 광고 문구가 들어갔다. 그리고 2014년 8월 17일에 점등을 종료하고 리뉴얼 공사에 들어갔다. 2014년 10월 23일 리뉴얼을 마치고 현재의 6세대 광고판이 에자키 글리코 사장이 참여한 가운데 점등식이 진행되었다.